# Orbital Test Satellite
Orbital Test Satellite (kurz OTS) war ein Kommunikationssatellitenprojekt der Europäischen Weltraumforschungsorganisation (ESRO), das ab 1975 von der ESA fortgeführt wurde. Es diente zur Vorbereitung der Satellitenprogramme ECS und MARECS und war wegbereitend für den Kommunikationsanbieter Eutelsat. Die Satelliten wurden vom MESH-Konsortium unter der Leitung von British Aerospace gebaut.
Der erste Satellit OTS-1 wurde 1977 durch Explosion der Trägerrakete zerstört. OTS-2 startete 1978 und war zwölfeinhalb Jahre lang in Betrieb, davon etwa fünf Jahre im regulären Einsatz für Kommunikationsdienste.

## Missionsziele
OTS war als Demonstrations- und Versuchsprojekt für die neue ECS-Satellitenplattform (European Communications Satellite) vorgesehen. Es handelte sich um die ersten Kommunikationssatelliten der ESA. Sie sollten die kommerzielle Einsatzfähigkeit des Systems nachweisen und verschiedene nachrichtentechnische Neuerungen erproben. Neben dem Zeitmultiplexverfahren sollte insbesondere die Übertragung von Telefongesprächen, Daten und Fernsehprogrammen im Ku-Frequenzband (11–14 GHz) getestet werden, das als Alternative zum zunehmend überlasteten C-Band vorgesehen war. Dazu gehörte auch die Erprobung der Doppelnutzung dieses Frequenzbands durch Polarisation der Trägerwellen.

## Missionsverlauf
Am 13. September 1977 um 23:31 Uhr UTC startete OTS-1 vom Launch Complex 17 der Cape Canaveral Air Force Station. 52 Sekunden später explodierte die Delta-Trägerrakete, vermutlich infolge eines Schadens an der Ummantelung eines ihrer beiden Feststoffbooster.
OTS-2 startete am 11. Mai 1978, 22:59 UTC, in gleicher Konfiguration. Nachdem der Satellit erfolgreich einen Transferorbit mit einer Perigäumshöhe von 184 km erreicht hatte, beförderte ihn sein Aerojet-SVM-7-Apogäumsmotor in die geplante geostationäre Umlaufbahn bei 10° östlicher Länge.
In den ersten Betriebsjahren demonstrierte OTS-2 wie geplant die Nutzung des Ku-Bands. Die Kommunikationsdienste wurden über das 1977 gegründete zwischenstaatliche Konsortium Interim Eutelsat vermarktet, Vorläuferin der Firma Eutelsat. Dabei wurden unter anderem das Zeitmultiplexverfahren für die Nutzdatenübertragung und ab 1980 auch Videokonferenzen erprobt. Am Boden genügten Antennen mit 2–3 Metern Durchmesser, was einen mobilen Einsatz ermöglichte. So kam OTS-2 zum Beispiel innerhalb weniger Stunden als Not-Telefoniesystem zum Einsatz, nachdem ein Brand 1981 Teile des Telefonnetzwerks von Lyon zerstört hatte. Letztlich wurde der Satellit aber vor allem für Fernsehübertragungen genutzt. Die geostationäre Position wurde laut Encyclopedia Astronautica im Jahr 1982 um 5° nach Westen verlegt.
OTS-2 blieb bis Ende 1983 im kommerziellen Einsatz bei Interim Eutelsat und übertraf damit die geplante Mindestnutzungsdauer von drei Jahren. Anschließend wurden verschiedene Manöver erprobt, darunter die Anwendung des Sonnensegelns zur genaueren Positionierung ohne zusätzlichen Treibstoffverbrauch. 1984 wurde der Satellit in einen energiesparenden und schonenden Ruhezustand (Hibernation) versetzt, um über einen längeren Zeitraum die Alterung der Systeme untersuchen zu können. 1988 ging er nochmals kurz in Betrieb und übertrug die Feierlichkeiten zu seinem 10-jährigen Jubiläum.
Nachdem Ende 1990 das letzte Nutzdaten-Kommunikationssystem ausgefallen war, wurde der Satellit in einen Friedhofsorbit oberhalb der geostationären Bahn verlegt.

## Satellitentechnik
Die OT-Satelliten basierten auf einem Bus in Form eines sechseckigen, 2,39 Meter breiten und 2,13 Metern hohen Prismas. Sie wurden mit Trägheitsrädern, Hydrazin-Triebwerken und einem zweiachsigen, auf die Erde ausgerichteten Kreiselinstrument stabilisiert. Zur Stromversorgung dienten vier Solarmodule mit jeweils 1,9 m2 Fläche, die aus je 4000 Solarzellen bestanden und paarweise je einen faltbaren „Flügel“ bildeten. Sie lieferten zum Missionsstart bei 50 Volt Spannung insgesamt 830 Watt elektrische Leistung, die innerhalb von drei Jahren auf etwa 550 Watt nachließ. Ein Nickel-Cadmium-Akkumulator überbrückte die tägliche, 72 Minuten dauernde Abschattung beim Durchgang der Erde vor der Sonne. Die Spannweite von OTS-2 einschließlich der von AEG-Telefunken gelieferten Solarpaneele belief sich auf 9,26 Meter.
Das Herzstück der Satelliten bildete die 20 kg schwere Kommunikationseinheit. Sie bestand aus vier Nachrichten- und zwei „Baken“-Transpondern mit je 20 Watt Sendeleistung, die paarweise auf drei Antennen aufgeschaltet waren. Beim OTS-2 bedienten zwei 11,5 GHz-Sender mit je 40 MHz Bandbreite über die „Eurobeam-A“-Antenne den Großteil von Europa sowie Nordostafrika. Zwei 11,6-GHz-Sender mit je 120 MHz Bandbreite waren über die „Spotbeam“-Antenne auf Westeuropa fokussiert. Das Baken-System diente im Gegensatz zu den Nachrichtensystemen für Messzwecke und für schmalbandige Datenübertragung. Mit zwei 11,8-GHz-Sendern mit je 5 MHz Bandbreite und der „Eurobeam-B“-Antenne deckte es eine weite Fläche von Island über Nordafrika bis zum nahen Osten ab. Laut ESA-Angaben konnten diese Systemen insgesamt 7200 Telefongespräche oder acht Fernsehkanäle gleichzeitig übertragen.
OTS war die erste dreichachs-stabilisierte Kommunikationssatellitenplattform für das Ku-Band. Erstmals wurden dabei integrierte Mikrowellenschaltkreise im Weltraum eingesetzt, ebenso wie verschiedene von AEG-Telefunken entwickelte Verstärkerbauteile.
Der Satellit wog beim Start 865 kg. Hiervon entfiel etwa die Hälfte auf den Apogäumsmotor einschließlich Treibstoff.

## Bodenstationen
Die Leit-Bodenstation für das OTS-Programm befand sich im Raumfahrtzentrum Fucino in Italien. Sie wurde von AEG-Telefunken und dem italienischen Satellitenunternehmen Telespazio gebaut und war mit dem Europäischen Raumflugkontrollzentrum (ESOC) in Darmstadt verbunden. Die Deutsche Bundespost ließ für die OTS-Übertragungen eine Bodenstation mit 18-Meter-Antenne in der Erdfunkstelle Usingen errichten.